# دلفین
دُلفین‌ها پستاندارانی دریازی از راسته آب‌بازسانان هستند که رابطه نزدیکی با نهنگ‌ها و گرازماهی‌ها دارند. اجداد این جانوران جفت‌سم‌سانانی بودند که نزدیک به ۵۰ میلیون سال پیش برای پیدا کردن غذا از خشکی به دریا وارد شدند. به صورت تقریبی ۴۰ گونه دلفین وجود دارد که در ۱۷ سرده گوناگون رده‌بندی شده‌اند.
بدن دلفین‌ها در طی میلیون‌ها سال به تدریج برای زندگی در آب تطابق یافته است. دلفین‌ها و دیگر آب‌بازسانان برای حرکت در آب باله دارند و دمشان همچون ایجادکننده پیش‌رانش کار می‌کند. بدنشان نیز به گونه‌ای است که برای شنای هر چه سریع‌تر در آب و ماندگاری برای مدت زمان بیشتر در آن با یک بار نفس‌گیری مناسب است. نیاز به پدیدآوردن سامانه‌های عصبی پیشرفته برای پژواک‌یابی در آب باعث شده است که دلفین‌ها مغزهای بزرگ و به نسبت پیچیده‌تری به دست آورند. چنین چیزی توانایی‌های ادراکی بالایی به آن‌ها بخشیده که باعث شده است در میان بعضی از آن‌ها، گونه‌ای فرهنگ نمودار باشد.
آن‌ها همانند بسیاری دیگر پستانداران فرزندانشان را زنده به دنیا می‌آورند و به آن‌ها شیر می‌دهند. زیستن گروهی در بسیاری از انواع دلفین‌ها به آن‌ها کمک می‌کند تا خطرات زندگی در طبیعت را برای خود و فرزندانشان کمینه سازند. آن‌ها از توانایی‌هایی چون تولید سونار و شنوایی بسیار قوی برای یافتن طعمه‌هایشان بهره می‌گیرند. غذای این جانوران را ماهی و سرپایان تشکیل می‌دهند. اما نهنگ قاتل تنها دلفینی است که پستانداران دریایی بزرگ را نیز شکار می‌کند.
اعضای دو گروه عمده دلفین‌های اقیانوسی و دلفین‌های رودخانه‌ای در همه آب‌های آزاد جهان و همچنین در بعضی رودخانه‌های در امتداد آب شیرین یافت می‌شوند. به دلیل توانایی‌های هوشی بالا، ظاهر دوستانه، و جنب و جوش همیشگی‌شان، دلفین‌ها از گذشته در طول تاریخ توجه انسان‌ها را به خود جلب کرده‌اند. آن‌ها نه تنها در فرهنگ و هنر آدمیان حضور پیدا کرده‌اند، که انسان‌ها از دلفین‌ها برای کاربردهای گوناگونی چون یافتن ماهی، مین‌یابی، و حتی خوردن گوشتشان بهره گرفته‌اند.

## واژه‌شناسی
نام دلفین از واژه یونانی دلفیس (δελφίς) آمده که مرتبط با واژه دلفوس (δελφύς) به معنای «رَحِم» در این زبان است.
از این رو می‌توان نام این جاندار را به «ماهی‌ای که دارای رَحِم است» تعبیر کرد.
دلفین را به زبان محلی در هرمزگان «کراره»، در بوشهر «پیسو»، در مازندران شنگشیم و در آذربایجان ماهی یونس نیز می‌نامند.
در زبان عربی، دلفین را دُخَس، تخس یا درفیل نیز می‌گویند؛ که به نوبه خود از درپیل فارسی به معنای فیل دریا گرفته شده است.
اگرچه همه ۳۳ عضو تیره دلفین‌سانان به همراه دلفین‌های رودخانه‌ای گونه‌ای «دلفین» شناخته می‌شوند، از دلفین‌های بزرگ‌جثه‌ای که طولی بیشتر از ۸ متر داشته باشند اغلب با عنوان «نهنگ» یاد می‌شود. برای نمونه، نهنگ قاتل و نهنگ خلبان هر دو گونه‌هایی از دلفین هستند.

## فرگشت و رده‌بندی

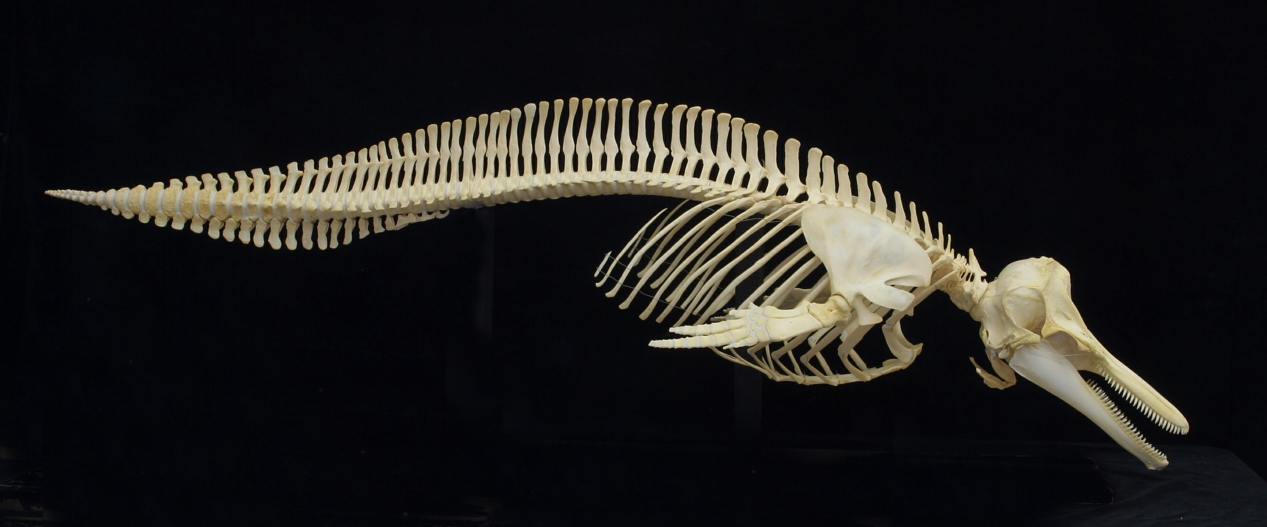
اسکلت یک دلفین پهلوسفید آرام در موزه استخوان‌شناسی اوکلاهما، اکلاهوما سیتی، اکلاهوما

دلفین‌ها همانند دیگر آب‌بازسانانی چون نهنگ‌ها و گرازماهی‌ها، نوادگان پستانداران دریایی هستند. دوره سنگواره‌ای این جانوران از میوسن پیشین تا امروزه است. اجداد دلفین‌های امروزین نزدیک به ۵۴–۵۳ میلیون سال پیش در دوره ائوسن وارد دریا شدند. بررسی‌های انجام گرفته توسط داده‌های ایمنی‌شناسانه، دورگه‌سازی دی‌ان‌ای-دی‌ان‌ای و زنجیره دی‌ان‌ای میتوکندریایی نشان می‌دهند که نیاکان آب‌بازسانان به احتمال بسیار سم‌داران ابتدایی بودند.
باور بر این است که تیرهٔ پاک‌نهنگان در ۴۲–۵۲ میلیون سال پیش منشأ بسیاری از آب‌بازسانان، از جمله دلفین‌های اقیانوسی، بوده است. فرگشت این تیره بعدها منجر به پیدایش «نهنگ‌های نوین» و در نهایت جدا شدن نهنگ‌های دندان‌دار از نهنگ‌های بی‌دندان در ۳۵ میلیون سال پیش شد. در این هنگام بدن نهنگ‌ها دوکی‌شکل و سرشان دارای پوزه درازی شده بود و فرم کلی بدن تطابق بسیاری برای زندگی در آب پیدا کرده بود. بوتو در حوضه آمازون در آمریکای جنوبی نشأت گرفت و از راه کرانه‌های اقیانوس آرام به دیگر رودخانه‌ها راه پیدا کرد. قدیمی‌ترین سنگواره‌های پیدا شده از دلفین‌ها مربوط به ۱۱ میلیون سال پیش در میوسن پسین است.
بر پایه بررسی‌های دی‌ان‌ای مولکولی، نزدیک‌ترین جانور به آب‌بازسانانی چون دلفین اسب آبی است. جمجمه این جانور نیز شباهت زیادی به دلفین‌ها دارد. اسکلت دلفین‌های کنونی دارای دو استخوان لگنی کوچک و میله‌وار است که گمان می‌رود بقایای اندام زائده‌مانده باشند. در یک مورد غیرعادی در سال ۲۰۰۶ میلادی، یک دلفین پوزه‌بطری در ژاپن به دام افتاد که دارای باله‌های کوچکی در دو سوی شکاف تناسلی خود بود. به باور دانشمندان این باله‌ها نمونه آشکاری از آن اندام‌های وستیجیال یا زائده‌مانده بوده‌اند.
دلفین‌ها به دو گروه عمده تقسیم می‌شوند که گروه نخست را دلفین‌های ساکن اقیانوس‌ها در تیره دلفین‌سانان تشکیل می‌دهند و گروه دوم را دلفین‌های ساکن رودخانه‌ها در بالاخانواده روددلفین‌واران. گروه نخست دارای ۳۳ گونه عضو است و گروه دوم تنها ۴ عضو دارد. امروزه دانشمندان تعداد گونه‌های دلفین‌های رودخانه‌ای را تنها ۳ گونه در نظر می‌گیرند چرا که دلفین رودخانه‌ای چین یا بایجی از سال ۲۰۰۶ به بعد منقرض شد. با آنکه در گونه یا زیرگونه بودن بعضی از دلفین‌ها میان دانشمندان اختلاف است، در کل همه آن‌ها در ۱۷ سردهی گوناگون طبقه‌بندی شده‌اند.

## کالبدشناسی

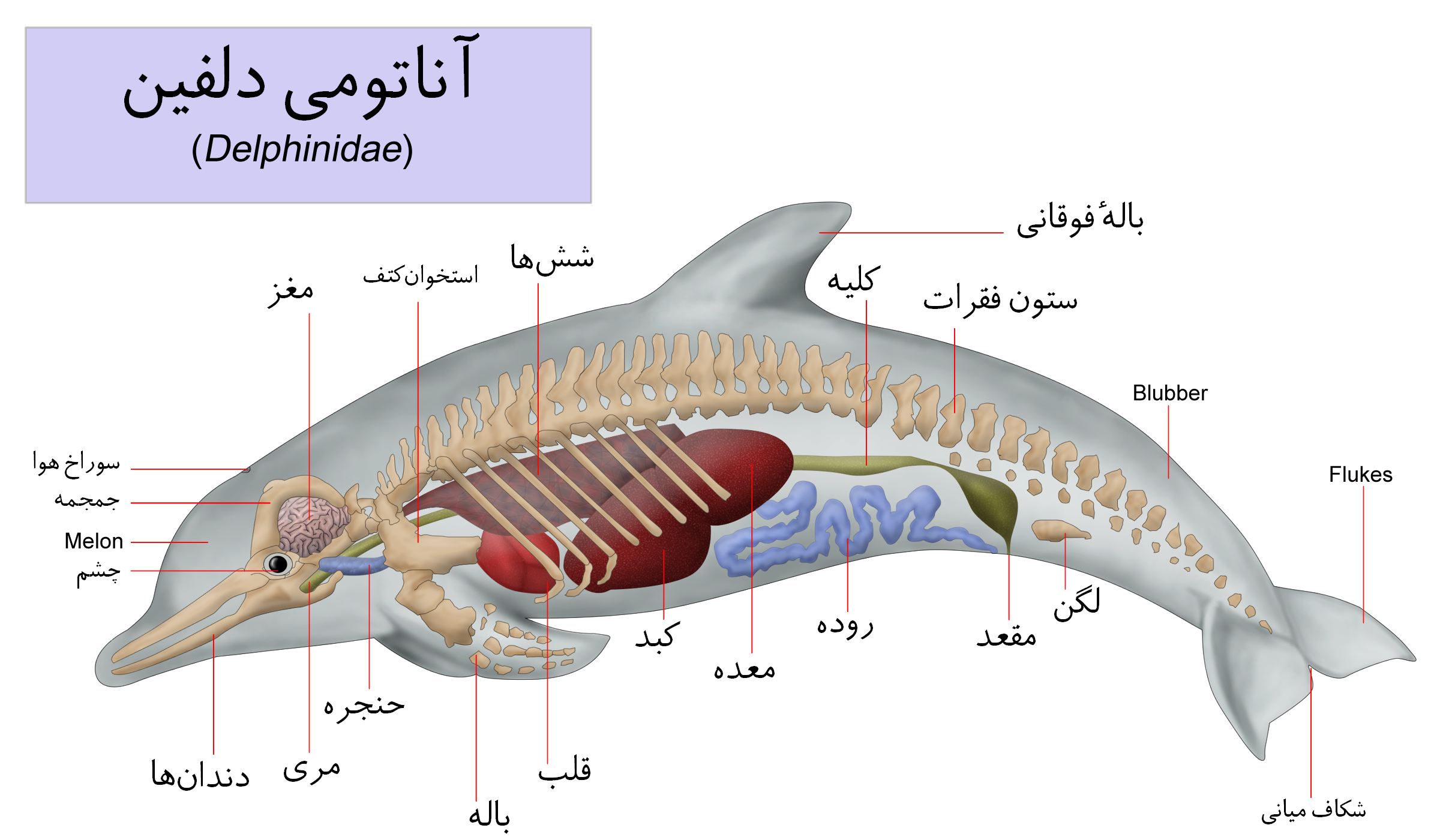
کالبدشناسی یک دلفین پهلوسفید آرام که اسکلت، اندام‌های اصلی، دم و شکل بدن را نشان می‌دهد

در طی ۶۰ میلیون سال فرگشت، بدن دلفین‌ها برای زندگی و شنا در آب خود را تطابق داده است. بعضی از مهم‌ترین دگرگونی‌های صورت گرفته در اندام‌های دلفین‌ها برای زندگی در آب عبارتند از توانایی حرکت در آب، شیرجه، تنظیم دمایی، و تنظیم فشار درونی بدن.
بدن دلفین‌ها دوک‌وار است که به آن‌ها امکان شنا کردن سریع را می‌دهد. دم-بالهٔ آن‌ها برای پیش‌رانش به کار می‌رود و باله‌های کناری نیز برای جهت‌گیری. بالهٔ فوقانی نیز – در میان نژادهایی که دارای آن هستند – باعث تعادل در هنگام شنا می‌شود. از آنجا که روش‌های شنای گوناگونی در میان گونه‌های دلفین وجود دارد، سرعت شنای هر گونه ممکن است با دیگری فرق داشته باشد. بیشتر دلفین‌ها با بیشینه سرعتی کمتر از ۱۰ متر بر ثانیه شنا می‌کنند؛ دلفین خال‌دار گرمسیری سریع‌ترین دلفین است با ۱۱٫۱ متر بر ثانیه سرعت. این سرعت کمتر از سرعت بسیاری دیگر از آب‌بازسانانی چون نهنگ‌ها است.
سر بخشی را که وظیفه تولید و دریافت امواج صوتی سونار را دارد در خود جای داده است. این امواج برای موقعیت‌یابی صوتی به کار می‌روند. مغز دلفین‌ها به نسبت مغز دیگر پستانداران روی خشکی بسیار بزرگتر و دارای ساختاری دگرگون از ساختار مغز بیشتر آن‌ها است. نسبت وزن بخش‌های گوناگون مغز در دلفین‌ها با دیگر پستانداران تفاوت بنیادین دارد. برای نمونه، نیم‌کره‌های مغزی ۷۵–۶۸ درصد، مخچه ۲۳–۱۸ درصد، و ساقه مغز منهای مخچه ۵–۴ درصد وزن مغز را در دلفین‌ها تشکیل می‌دهد. این مغز فاقد بخش پیشانی است و شکلی دایره‌گون دارد.
دلفین‌ها در درون دهان خود تعداد ۶۵–۲۰ جفت دندان تیز مخروط‌شکل در هر فک دارند. تعداد دندان‌های درون فک در بعضی نژادها به ۲۵۰ عدد می‌رسد. دلفین‌ها از سوراخ تنفسی در بالای سر خود تنفس می‌کنند و نای در جلوی مغز قرار دارد. در خون آن‌ها، پروتئین میوگلوبین مسؤول نگه داشتن اکسیژن است؛ پروتئینی که ۴ برابر بیشتر از هموگلوبین خون انسان در خود اکسیژن نگه می‌دارد. از این رو، آن‌ها می‌توانند تا بیشینه ۱۵ دقیقه در زیر آب بی تنفس به سر برند. دلفین‌های پوزه‌بطری به گونه میانگین در دقیقه ۲ تا ۳ بار نفس می‌کشند. پژوهشی در سال ۲۰۱۰ میلادی توسط بنیاد ملی پستانداران دریایی ایالات متحده نشان می‌دهد که دلفین‌ها می‌توانند مانند انسان‌ها به گونه‌ای طبیعی از دیابت نوع ۲ دچار شوند؛ یافته‌ای که به درک بهتر از این بیماری و پیدا کردن درمان‌های نو هم، برای انسان و هم دلفین، کمک می‌کند.
برخلاف بیشتر پستانداران، دلفین‌ها مو و غدد زیرپوستی بر پوست خود ندارند؛ به استثنای تعداد کمی مو دور سر پوزه‌شان که در زمان کوتاهی پیش یا پس از تولد از دست می‌دهند. تنها مورد استثناء در این قاعده دلفین رودخانه‌ای بوتو است که دارای موهای ریز ماندگار بر روی پوزه خود است. گمان بر این است که این موهای ریز نقش حس لامسه را برای این گونه که دارای بینایی ضعیفی است بازی می‌کنند.
اندام‌های تناسلی دلفین‌ها در بخش زیرین و انتهایی بدنشان قرار دارند. نرها دارای دو شکاف هستند که یکی اندام تناسلی را پنهان می‌کند و دیگری که پشت‌تر قرار دارد مقعد را. ماده نیز دارای یک شکاف تناسلی است که واژن و مقعد را در بر می‌گیرد. در دو سوی این شکاف تناسلی، دو پستان شکاف مانند نیز وجود دارند.
طول بدن اغلب دلفین‌ها زیاد نیست و از ۱٫۵ تا ۴٫۵ متر متغیر است. نهنگ قاتل اما در این باره استثناء است و طول آن به ۹٫۵ متر نیز می‌رسد. با وجود تفاوت در نژادها، رنگ بدن دلفین‌ها عمدتاً خاکستری سایه‌ای با بخش‌های پایینی روشن‌تر است به همراه خط‌هایی با نما و رنگ‌های گوناگون. رنگ بدن با پیدا کردن غذا، محافظت از خود در برابر مهاجمان، و ارتباط فراگونه‌ای مرتبط است. بعضی بررسی‌ها نشان داده‌اند که دلفین‌های چرخان و پهلوسفید در هاوایی به وسیله الگوهای رنگ‌آمیزی بر بدنشان و از راه جنباندن بدن به هم سیگنال‌های ارتباطی می‌دهند.

## حواس و هوش
بیشتر دلفین‌ها توانایی دید بسیار بالایی هم درون آب و هم بیرون آن دارند اما بعضی دلفین‌ها، همانند دلفین‌های رودخانه‌ای، بینایی بالایی ندارند. دلفین رودخانه‌ای شبه‌قاره هند لنز چشمی قدرتمندی ندارد و در عمل تنها توانایی تشخیص نور از تاریکی را دارد. در محیطی که این دلفین زندگی می‌کند، آب همواره گل‌آلود است و توانایی بینایی آنچنان کمکی به بقای جانور نمی‌کند.
آن‌ها می‌توانند امواج صوتی با بسامدهایی بیشتر از محدودهٔ شنوایی انسان بالغ را بشنوند. این جانوران به بسامدهای پایین (کمتر از ۵۰۰ هرتز) حساس نیستند ولی تا ۱۰۰ کیلوهرتز را به خوبی تشخیص می‌دهند. آن‌ها توانایی بیشتری از انسان در تشخیص بسامدهای گوناگون و تعیین فاصله‌های زمانی دارند. به عنوان چیزی مشترک در میان همهٔ نژادهای دلفین، حس شنوایی در این جانوران برای موقعیت‌یابی صوتی به کار می‌رود. آن‌ها توانایی‌های شگفت‌انگیزی در بهره‌گیری از صداها به منظور شناخت جهان اطرافشان دارند و تولید صداهای گوناگون بهشان امکاناتی قوی‌تر از بینایی در ساختن ذهنیتی از جهان پیرامونشان داده است.
حس لامسه نیز در آن‌ها بسیار پیشرفته است و عصب‌های اعصاب پوستی به ویژه در نواحی پوزه، باله‌های سینه‌ای و بخش‌های تناسلی تراکم زیادی دارند. با این حال دلفین‌ها همانند همه دیگر نهنگ‌های دندان‌دار به دلیل نداشتن اعصاب بویایی و لوب‌های آن، حس بویایی ندارند. حساس‌ترین بخش‌های بدن دلفین‌ها در کنار سوراخ تنفسی، چشم‌ها، و پوزه است. بررسی‌ها بر روی بعضی گونه‌های دلفین نشان داده‌اند که آن‌ها دارای حس چشایی هستند و می‌توانند میان مواد شیمیایی گوناگون تمایز قایل شوند.
مغز دلفین‌ها توانایی به یادسپاری کوتاه مدت یا STL و بلند مدت LTM را داراست. اغلب دلفین‌ها نسبت وزن مغز بر وزن بدن به نسبت بالایی دارند. در دلفین‌های پوزه‌بطری، این میزان به ۱٫۰۴ درصد می‌رسد. ضریب مغزی این دلفین‌ها ۴٫۵ برابر متوسط دیگر پستانداران با وزن همانند است و در میان همه جانوران روی زمین، از جمله نخستی‌سانان، دومین ضریب مغزی بالا (پس از انسان) است. آن‌ها همچنین توانایی نادر «تشخیص خود در آینه» را دارند؛ توانایی که تنها انسان، کلاغان و کپی‌های بزرگ از آن برخوردارند. با آنکه وزن و حجم مغز دلفین بیشتر از مغز انسان است، تعداد نورون‌های آن کمتر از مغز آدمی است. برای نمونه، تعداد تخمینی نورون‌های قشر مغز در نهنگ‌های دندان‌کلفت ۱۰٫۵ میلیارد است حال آنکه در انسان این میزان به ۱۹ میلیارد نورون می‌رسد. بعضی دانشمندان بر این باورند که از آنجا که نمی‌توان معیارهای هوش پذیرفته‌شده توسط انسان‌ها را به جانوران گوناگون در محیط‌های گوناگون گسترش داد، نمی‌توان نتیجه گرفت که دلفین‌ها هوش بسیار بالا یا پایینی دارند.
بررسی‌ها نشان داده‌اند که دلفین‌ها می‌توانند در ذهن خود برای صداهای گوناگون، تجسم‌های گوناگونی پدیدآورند به گونه‌ای که هر صدا در ذهنشان بیان‌گر و برابر با یک شی باشد. در هنگام بهره‌گیری از پژواک‌یابی، دلفین‌ها اغلب صدای برگشتی از یک جانور یا اشیای اطراف را در ذهن خود تحلیل کرده و هر صدای برگشتی را مترادف با یک شی تعریف می‌کنند. این «دیدن از راه شنیدن» نشان می‌دهد که چگونه دلفین‌های با توانایی دید بسیار پایین می‌توانند در مغز خود جهان را شناسایی کنند.
بحث‌های بسیاری دربارهٔ توانایی‌های یادگیری و زبانی دلفین‌ها در میان آب‌بازشناسان در جریان است. برای نمونه، پژوهش‌های زبانی جانوران یا ALR دربارهٔ اینکه آیا دلفین‌ها می‌توانند توسط زبانی واسطه با انسان‌ها رابطه برقرار کنند صورت گرفته است. این آزمایش‌ها در مورد دلفین‌های پوزه‌بطری، که مغزی به شدت حجیم نسبت به بدنشان دارند، تفسیرهای گوناگونی دربرداشته‌اند و اگرچه این جانوران می‌توانستند به دستورهای داده شده توسط انسان‌ها و منتقل شده به آنان از راه زبان واسطه پاسخ مناسب دهند، دانشمندان دربارهٔ توانایی واقعی ارتباط با این جانوران در تردید هستند.

## رفتار

### رفتار اجتماعی

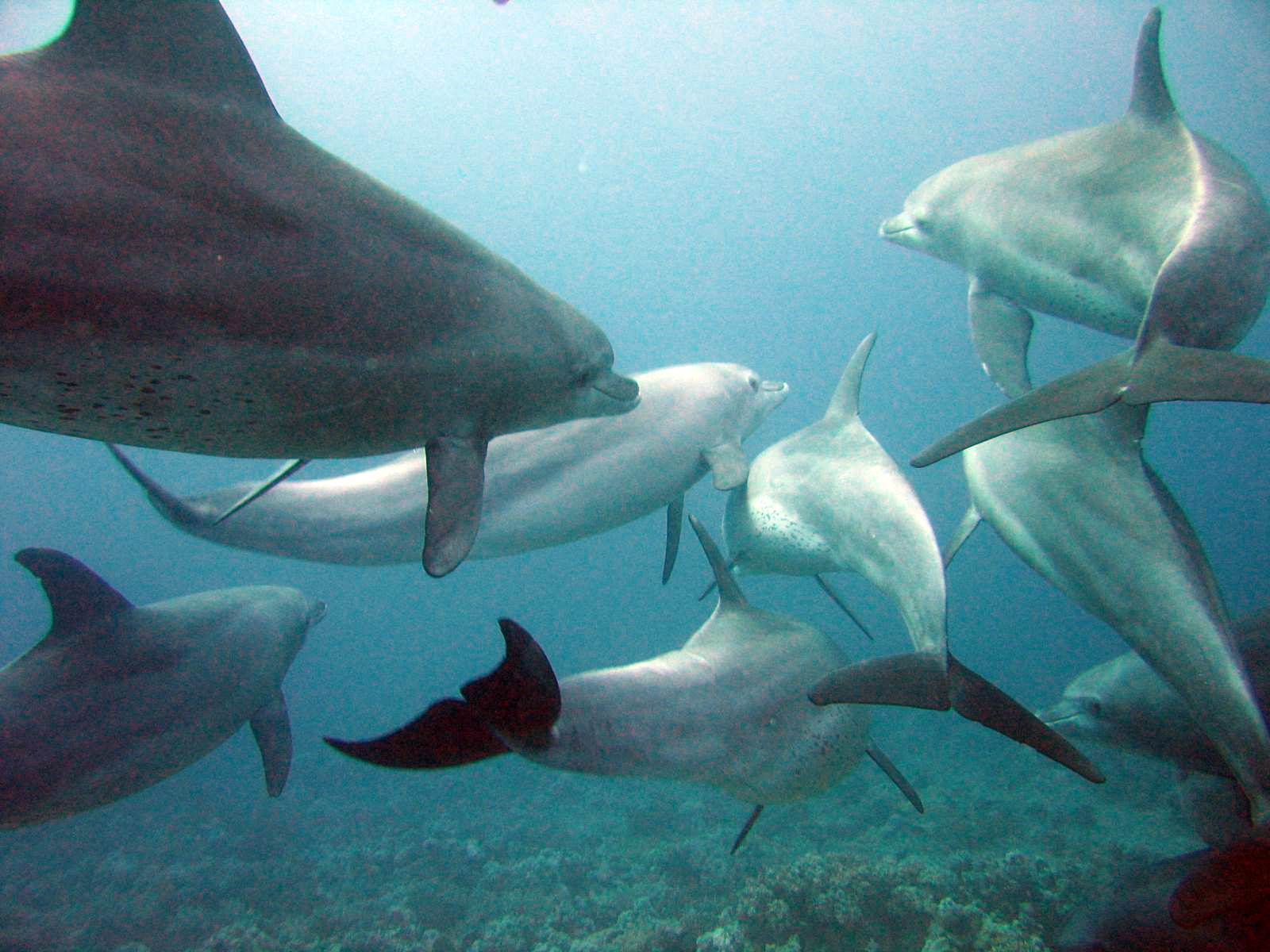
یک گروه از دلفین‌های پوزه بطری اقیانوس هند-اطلس در حال شنا در دریای سرخ

دلفین‌ها اجتماعی هستند و در گروه‌هایی با جمعیت‌های گوناگون زندگی می‌کنند. دلفین‌های رودخانه‌ای در گروه‌های کوچک ۲ تا ۱۰ تایی یافت می‌شوند؛ دلفین‌هایی که در کنار کرانه‌ها زندگی می‌کنند گروه‌هایی با ۵۰ عضو تشکیل می‌دهند؛ و جمعیت دسته‌هایی از دلفین‌های اقیانوسی که به دور از کرانه‌ها زندگی می‌کنند گاه به صدها یا هزاران عدد دلفین می‌رسد. با آنکه عضویت در گروه‌ها انحصاری نیست و از گروه‌های دیگر نیز می‌توانند وارد یک گروه شوند، دلفین‌ها حس همبستگی اجتماعی قوی‌ای دارند و در کنار دیگر اعضای گروه که زخمی یا بیمار شده‌اند می‌مانند و حتی آن‌ها را به سطح آب می‌رسانند تا نفس بکشند. این نوع‌دوستی منحصر به نژاد خودشان نیست و به دیگر جانوران دریایی نیز کمک می‌رسانند.
همچنین بعضی دلفین‌ها با حلقه زدن به دور شناگران، آن‌ها را از حمله کوسه‌ها در امان نگه داشته‌اند یا به کوسه‌ها حمله برده تا از منطقهٔ شنای آدمیان دورشان سازند.
تصور بر این است که تشکیل گروه و رفتار اجتماعی در دلفین‌ها برآمده از نیاز آن‌ها برای کم کردن احتمال شکار توسط مهاجمان باشد. از آنجا که دلفین‌ها در هنگام نزدیک شدن مهاجم با سوت و صدا همدیگر را خبر می‌کنند، احتمال کشته شدن توسط کوسه‌ها کمتر می‌شود. به بیان دیگر، میزان هشیاری مورد نیاز از سوی تک‌تک اعضای یک گروه کمتر از میزان هشیاری مورد نیاز از سوی همان‌ها در حالت تنها و تک است. از دیگر دلایل تشکیل زندگی اجتماعی میان آن‌ها می‌توان به افزایش شانس گرفتن طعمه در صورت همکاری گروهی اشاره کرد. در مورد نهنگ‌های قاتل، همکاری در شکار نقش بسیار مهمی در شکل‌گیری دسته‌ها و بقای آن‌ها دارد. با کمک همدیگر، نهنگ‌های قاتل می‌توانند به بزرگ‌ترین نهنگ‌ها حمله کنند.
برای نگه داشتن ارتباط نزدیک اعضا در گروه و دسته، دلفین‌ها روش‌های گوناگونی دارند: آن‌ها با باله‌هایشان بدن دیگر اعضای گروه را نوازش می‌کنند. این رفتار گاه به برخوردهای شدید بدنی نیز می‌انجامد، اما تصور می‌شود که باعث کنده شدن انگل‌های روی بدن این جانوران نیز می‌گردد. دسته‌های نهنگ قاتل به هنگام رسیدن به هم نوعی «مراسم خوشامدگویی» اجرا می‌کنند. دلفین‌های همجنسی که اتحاد دوستی با هم برقرار کرده باشند، گاه شانه به شانه همدیگر شنا و هم‌زمان با هم اقدام به نفس‌گیری می‌کنند.
دلفین‌ها همچنین نشانه‌هایی از فرهنگ در میان خود نشان می‌دهند؛ چیزی که مدت‌های بسیار گمان برده می‌شد منحصر به نسل بشر و انسان‌های نخستین بوده است. تولید صداهای پیچیده و ساختار اجتماعی جمعیت‌های نهنگ قاتل به عنوان گونه‌ای از فرهنگ شناخته شده‌اند. گروهی از دلفین‌های پوزه بطری هند-پاسیفیک به فرزندان خود چگونگی بهره‌گیری از ابزار را یاد می‌دهند. آن‌ها صورت خود را با اسفنج دریایی می‌پوشانند تا از خود در هنگام یافتن غذا محافظت کنند. این دانش توسط مادران به دخترانشان آموزش داده می‌شود. بهره‌گیری از اسفنج برای محافظت رفتاری برآمده از آموزش است. رفتار آموزش داده شوندهٔ دیگری نیز در میان دلفین‌های رودخانه‌ای در برزیل دیده شده است که در آن دلفین‌های نر از علف‌ها و تکه‌های چوب برای نمایش در هنگام جفت‌گیری بهره می‌برند.
دلفین‌ها نسبت به هم پرخاش نیز می‌کنند. هرچه سن یک نر بالاتر رود زخم‌های بیشتری به دلیل گاز گرفته شدن توسط دیگر دلفین‌ها بر بدنش دیده می‌شود. دلفین‌ها این خشونت را در برابر هم به همان دلیل‌هایی انجام می‌دهند که انسان‌ها نسبت به هم؛ برتری در میان گروه و به دست آوردن ماده‌ها. این خشونت گاهی تا به آنجا پیش می‌رود که دلفین بازنده در نبرد ناچار می‌شود گروه را ترک کند.
دلفین‌های پوزه بطری نر به فرزندکشی شناخته شده هستند. آن‌ها با کوباندن خود به فرزندان یا گاز گرفتنشان چنین می‌کنند. در یک بررسی، نیمی از ۱۰ فرزندی که به ظاهر توسط پدرانشان کشته شدند، نشانه‌های آشکار جراحت بیرونی نداشتند، بلکه در درون بدن آسیب جدی دیده بودند. با آنکه دلیل مشخصی برای چنین رفتاری وجود ندارد، به نظر می‌رسد که رفتارهای پرخاشگرانه ناشی از برتری‌جویی در گروه در آن نقش داشته باشند. دلفین‌ها همچنین بنا به دلایلی ناشناخته گرازماهی‌ها را می‌کشند. این در حالی است که گرازماهی‌ها رژیم غذایی دگرگون با آنچه دلفین‌ها دارند دارا هستند و از این رو رقیب آن‌ها به‌شمار نمی‌روند.

### زایش و رفتار جنسی
اغلب دلفین‌ها به صورت طبیعی بیشتر از ۱۸ سال عمر می‌کنند. بیشترین عمر دیده‌شده در میان آن‌ها ۹۰ سال بوده است. به دلایل فرگشتی و اینکه دلفین‌های ماده در هر بار زایمان تنها یک فرزند به دنیا می‌آورند، نه تنها سن بلوغ آن‌ها بالاتر از نرها است که عمرشان نیز بیشتر از آن هاست. بیشترین عمر نهنگ‌های قاتل نر ۶۰ سال است ولی در ماده‌ها این میزان به ۹۰ سال می‌رسد. ماده‌ها در طول زندگی خود میان ۲۵–۵ فرزند می‌زایند و همانند انسان، با افزایش عمر باروریشان کاهش می‌یابد. در بعضی نمونه‌ها، ماده‌ها ۲۷–۱۸ سال پیش از پایان زندگی به یائسگی می‌رسند، اگرچه به تلاش‌های نرها برای آمیزش پاسخ مثبت می‌دهند.
دلفین‌ها همانند دیگر پستانداران دریایی سن بلوغ جنسی به نسبت بالایی دارند. این زمان اغلب بالاتر از ۵ یا ۷ سال است. دلفین‌های نواری در سنین میان ۷٫۵ تا ۹٫۴ سالگی به بلوغ می‌رسند. در سنین جوانی این جانوران گاه پیش از آنکه به بلوغ برسند رفتار جنسی از خود نشان می‌دهند. سن بلوغ بسته به نژاد و جنس فرق می‌کند. آن‌ها در هر بار زایش تنها یک فرزند به دنیا می‌آورند.
اغلب جوامع دلفین‌ها چندهمسر هستند و دلفین‌های نر و ماده با تعداد گوناگونی دلفین از جنس مخالف آمیزش می‌کنند. آن‌ها همچنین برای آمیزش وابستگی ویژه‌ای به گروهی که در آن هستند ندارند و بیرون رفتنشان از گروه برای مدت زمان محدود و به منظور پیدا کردن شریک جنسی از میان دسته‌های دیگر امری متداول است. آمیزش جنسی دلفین‌ها از چسباندن شکم به شکم انجام می‌پذیرد. این کار در زمان کوتاهی صورت می‌گیرد، با این حال ممکن است در دورهٔ زمانی کوتاه چندین بار تکرار شود. دوره بارداری بسته به نژاد متفاوت است؛ برای نمونه برای دلفین پوزه‌بطری رودی این زمان ۱۱ تا ۱۲ ماه و برای نهنگ قاتل نزدیک ۱۷ ماه است.
دلفین‌های ماده به بچه‌های خود برای دوره تقریبی ۴۰۰ تا ۶۰۰ روز شیر می‌دهند. شیر دادن اما گاه پس از این دوران نیز ادامه پیدا می‌کند؛ در دلفین‌های پوزه‌بطری آرام، از شیر گرفته شدن میان ماه‌های دوازده تا هیجدهم تولد به وقوع می‌پیوندد، اما شیر خوردن بدون اهداف تغذیه‌ای گاه تا سومین سال زندگی فرزند نیز ادامه پیدا می‌کند. از آنجا که زمان شیر خوردن فرزند طولانی است، نیازی به شیر پرچرب نیست و شیر دلفین‌ها اغلب میان ۱۰ تا ۳۰ درصد چربی دارد. مدت زمان شیردهی به نوع تغذیه نیز بستگی دارد؛ در کل، دلفین‌هایی که دارای رژیم غذایی مبتنی بر سخت‌پوستان هستند تعداد ماه‌های بیشتری به بچه‌هایشان شیر می‌دهند تا آن‌هایی که رژیم غذایی شان بر پایه ماهی است. در مورد نخست، این زمان ۱۷–۱۱ ماه است و در مورد دوم ۱۲–۱۰ ماه.
دلفین‌ها از آن روی که آمیزش جنسی را بنا به دلیل‌هایی به جز هدف تولید مثل انجام می‌دهند، شناخته شده هستند. دلفین‌های نر و ماده گاه آمیزش‌هایی همچون نزدیکی از راه سوراخ تنفسی انجام می‌دهند که آشکارا سودی در جهت زایش ندارد. گاهی نر آلت تناسلی خود را بر روی باله‌های پشتی و کناری ماده می‌مالاند و این کار به ویژه هنگامی که ماده اجازه آمیزش واژنی به نر نمی‌دهد صورت می‌گیرد. خودارضایی در هر دو جنس دیده می‌شود و دلفین‌ها یا به وسیله تماس یکی از باله‌های خود به ناحیه تناسلی یا مالاندن آن ناحیه به کف دریا، به ارضای خود می‌پردازند.
آن‌ها همچنین دارای رفتارهای همجنسگرایانه در میان خود هستند. دلفین‌های پوزه‌بطری به صورت متناوب با هم‌جنسان خود معاشقه، نزدیکی، و سکس می‌کنند و هر دو جنس نر و ماده با همجنسان خود رابطه برقرار می‌کنند. مشاهدات نشان می‌دهند که ۳۰ درصد همه ارتباط‌ها میان دو گونه پوزه‌بطری و خال‌دار اطلس شامل فعالیت‌های همجنس‌خواهانه می‌شود. در میان بعضی گروه‌های نهنگ قاتل، بیش از سه چهارم فعالیت‌های جنسی مشاهده شده میان نرهای همجنس بوده است.
نژادهای گوناگون گاه با دیگر نژادها آمیزش می‌کنند. رفتار جنسی همچنین می‌تواند با خشونت همراه باشد. در این هنگام دلفین نر رفتارهای تهاجمی، چه در برابر ماده‌ها و چه در برابر دیگر نرها، از خود نشان می‌دهد. در دلفین‌های بوتو، نرها گاه برای مدت طولانی و با تعداد زیاد با ماده دلخواهشان آمیزش می‌کنند. ماده‌ها اما اغلب علاقه‌ای به این کار ندارند و برای دور کردن نر، به آب‌های عمیق می‌روند. در این هنگام اما نر مهاجم به ماده حمله می‌کند و او را از ناحیهٔ تناسلی زخمی می‌کند.
در مواردی نیز دلفین‌ها رفتار جنسی نسبت به دیگر جانوران، از جمله انسان‌ها، نشان داده‌اند. این رفتارها پس از آن بروز پیدا کردند که یک انسان برای مدت طولانی با دلفین خاصی ارتباط دوستی برقرار کرده و دلفین «خجالت» خود نسبت به آن انسان را از دست داده است.

### تغذیه

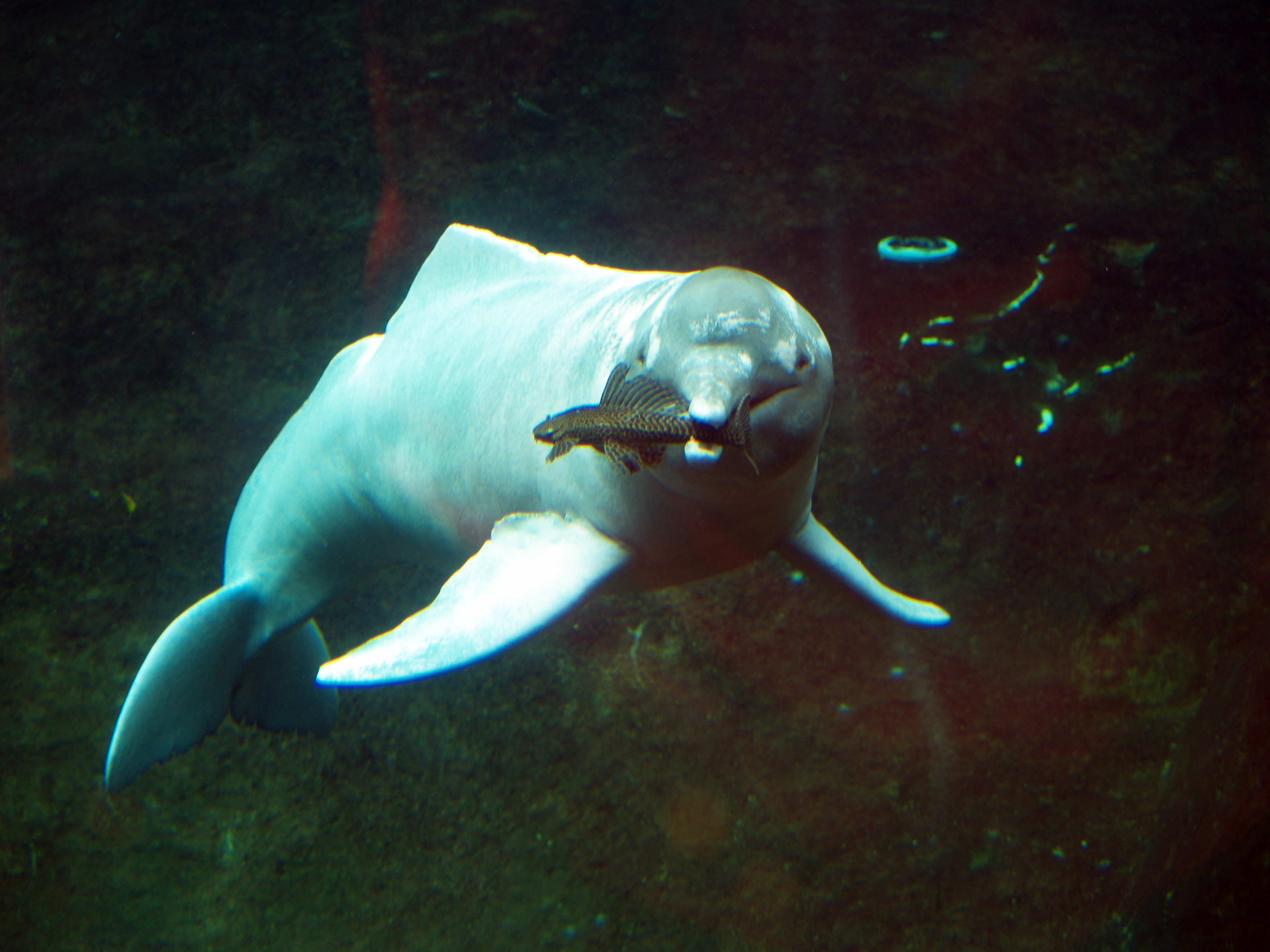
دلفین رودخانه‌ای آمازون در حال شکار ماهی

روش‌های تغذیه‌ای گوناگونی میان نژادهای دلفین وجود دارند که گاهی منحصر به یک نژاد هستند. ماهی و ماهی مرکب غذای اصلی دلفین‌ها را تشکیل می‌دهند. با این حال نهنگ قاتل کوتوله و نهنگ قاتل از دیگر جانداران دریایی همچون سخت‌پوستان نیز تغذیه می‌کنند. در کل، برخلاف آب‌بازسانان بی‌دندان، دلفین‌ها به همراه دیگر آب‌بازسانان دندان‌دار غذای خود را فیلتر نمی‌کنند و یک‌جا می‌بلعند.
باور بر این است که بیشتر دلفین‌ها از تعداد زیادی طعمه در رژیم غذاییشان بهره می‌گیرند. برای نمونه، در معده دلفین‌های پوزه‌بطری‌ای که در دام‌های ماهیگیران در جنوب غربی ایالات متحده به دام افتادند، ۴۳ گونه مختلف طعمه از ۲۵ تیره گوناگون شناسایی شد. با این حال، بیشتر رژیم غذایی هر گونه دلفین را اغلب چند گونه محدود پوشش می‌دهد. برای نمونه، سنجاق‌ماهی ۷۰ درصد غذای دلفین‌های آب‌های فلوریدا را تشکیل می‌دهد.
روش معمول در شکار دلفین‌ها به این گونه است که گروهی از آن‌ها با حلقه زدن به دور ماهی‌ها آن‌ها را در گوشه‌ای به شکل توپ گرد هم می‌آورند و سپس با حمله به این «توپ طعمه» ماهی‌های سر در گم را شکار می‌کنند. روش دیگر شکار نیز همراه است با تعقیب ماهی‌ها تا درون آب‌های کم ژرف و در نتیجه رفتن آسان‌تر آن‌ها. در کارولینای جنوبی دلفین‌های پوزه بطری اقیانوس اطلس طعمه را تا گل و لای کرانه دنبال می‌کنند و با گیر انداختن آن‌ها در عمق بسیار کم شکارشان می‌کنند. در موارد دیگر نیز، دلفین‌ها با پرتاب کردن ماهی به بیرون از آب توسط ضربه باله‌شان به آن‌ها، باعث گیج شدن ماهی و شکارش می‌شوند.
نهنگ‌های قاتل تنها دلفین‌هایی هستند که به شکار دیگر پستانداران دریایی می‌پردازند. آن‌ها برای شکار شیرهای دریایی به کرانه‌های اقیانوس می‌روند. آن‌ها همچنین در هنگام شکار به صورت گروهی عمل می‌کنند و به همدیگر در یافتن و گرفتن طعمه کمک می‌کنند. پس از گرفتن طعمه، غذا میان اعضای گروه‌های تقسیم می‌شود و شکارچی اصلی آن را به صورت اشتراکی با دیگر اعضای گروه می‌خورد.
گزارش‌های مربوط به همکاری انسان‌ها و دلفین‌ها برای شکار به نوشته‌های پلینیوس نویسنده و فیلسوف طبیعی‌دان رم باستان می‌رسند، و در میان بسیاری از مردم بومی ساکن کرانه‌ها در قاره‌های گوناگون رواج داشته است. نمونه‌های امروزین چنین پدیده‌ای را می‌توان در لاگونا در سانتا کاتارینای برزیل یافت. در این منطقه دلفین‌ها ماهی‌ها را به سوی کرانه رانده سپس به ماهیگیران پیام می‌دهند تا تورهای خود را پهن کنند. در برابر، جایزه این دلفین‌ها ماهی‌هایی هستند که از تور فرار می‌کنند.

### تولید صدا و موقعیت‌یابی صوتی
دلفین‌ها می‌توانند طیف گسترده‌ای از امواج صوتی را با بهره‌گیری از کیسه‌های هوایی که در زیر سوراخ تنفسی سرشان جای دارند، تولید کنند. آن‌ها با گذر دادن هوا از بخش‌های استخوانی سوراخ بینی اقدام به این کار می‌کنند. در این هنگام، ماهیچه‌های کناره سوراخ تنفسی، هوا را از پایین (بخش استخوانی) به بالا (کیسه‌های هوایی) راهنمایی می‌کند. این صدا توسط بخشی در جلوی سر به نام ملون که ساخته شده از چربی است تقویت و سپس فرستاده می‌شود. توانایی‌های تولید صدای دلفین‌ها بسیار گسترده است و نشان داده شده است که بعضی آن‌ها می‌توانند به تقلید صدای بعضی اصوات پخش‌شده توسط انسان‌ها بپردازند. این توانایی‌ها به شکل گونه‌ای فرهنگ نیز در بعضی گروه‌های دلفین درآمده‌اند؛ از جمله دسته‌های گوناگون نهنگ‌های قاتل دارای گویش‌های منحصر به خود هستند که از نسلی به نسل دیگر منتقل می‌شود.
این جانوران توسط سوت زدن و تولید صداهای تپشی ناگهانی با هم ارتباط برقرار می‌کنند؛ با این حال منشأ و گسترهٔ این توانایی ناشناخته است. بعضی آب‌بازشناسان بر این باورند که سوت‌های دلفین‌ها اطلاعاتی دربارهٔ وضعیت احساسیشان، درجه خطر، موقعیت در گروه، و وجود غذا را دربردارند. بررسی‌ها بر روی نمونه‌های در اسارت نشان می‌دهند که بعضی دلفین‌ها برای خود سوت یکتایی دارند که مانند امضای شخصی آن‌ها است. آن‌ها اغلب این سوت‌ها را هنگامی تولید می‌کنند که توسط انسان‌ها مورد آزار قرار گرفته باشند یا بر خلاف خواسته‌شان توسط انسان‌ها محدود شده باشند. پژوهش‌ها نشان داده‌اند که دلفین‌های پوزه‌بطری با سوت‌های منحصر به فرد یکدیگر را صدا می‌زنند. آزمایش بر روی این دلفین‌ها نشان داده است که هر دلفین تنها به سوت مختص خود واکنش نشان می‌دهد. چنین ویژگی‌ای همانند همدیگر را صدا کردن در میان انسان‌ها با کمک نام فرد است و وجود آن در هیچ جانور پیشینی به اثبات نرسیده بود.
دلفین‌ها صدای دیگری نیز تولید می‌کنند که نوعی تیک کوتاه است و برای موقعیت‌یابی صوتی به کار می‌رود. این صدا جهت‌دار است و اغلب به صورت یک سری دنباله‌دار پدیدار می‌شود که تعداد آن با نزدیک شدن جانور به شی مورد نظر خود افزایش می‌یابد. این تیک‌ها از جمله بلندترین صداهای تولید شده توسط جانوران دریایی است. دلفین‌های پوزه‌بطری تیک‌هایی، که می‌توانند فشار صدایی قله تا قله بسیار بالایی داشته باشند، برای مدت زمان‌های کوتاه (چند میکروثانیه) و با طول کلی کم (۸۰–۵۰ میکروثانیه) تولید کنند. این تیک‌ها دارای بسامدی میان ۴۰–۳۰ کیلوهرتز هستند و به دلیل بسامد بالایشان، به دلفین‌ها توانایی تشخیص جانداران کوچکی با اندازه‌های بیشتر از ۱ سانتی‌متر را می‌دهند.

### پرش از آب و بازی

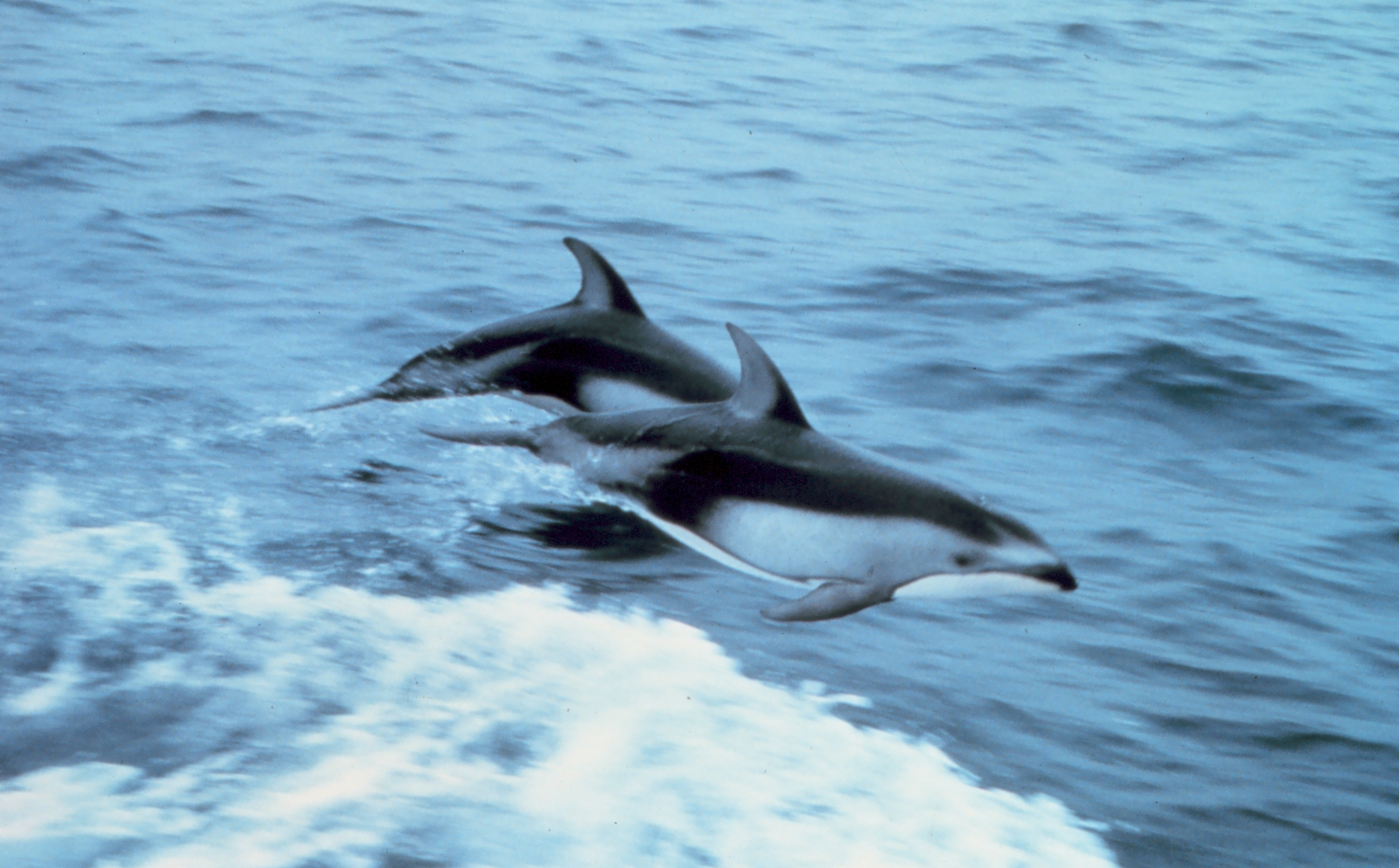
دلفین‌های پهلو سفید اقیانوس آرام در حال پرش از آب

بازی بخش مهم از رفتار دلفین‌ها در هر سن و سالی را شامل می‌شود؛ اگرچه جوان‌ترها بیشتر جنب و جوش دارند. آن‌ها گاه از روی سطح آب پرش می‌کنند، حرکات آکروباتیک انجام می‌دهند، یا با هم‌گروهی‌های خود به شوخی و بازی می‌پردازند. دانشمندان هنوز دربارهٔ هدف اصلی این حرکت‌ها اطمینان ندارند اما گمان می‌رود این بخشی از آموزش طبیعی آن‌ها به منظور آشنایی با محیط اطراف و بالا بردن توانایی‌هایشان، از جمله توانای‌های حرکتی، باشد.
گمان بر این می‌رود که پرش از آب روشی برای پیدا کردن مکان گردهم‌آیی ماهی‌ها است که پرندگان دریایی را به سوی خود می‌کشد یا آنکه این حرکت روشی برای ارتباط بر قرار کردن با دیگر دلفین‌ها است. فرضیه‌هایی نیز در رابطه با آنکه دلفین‌ها با بیرون آمدن از آب سطح بدن خود را از انگل‌ها پاک می‌کنند یا آنکه تنها به منظور کنجکاوی و سرگرمی به این کار می‌پردازند، وجود دارند.
این جانوران با علف دریایی بازی می‌کنند و به جنگ و بازی با دیگر دلفین‌ها مشغول می‌شوند. گاهی نیز به ایجاد مزاحمت برای دیگر جانداران دریایی از جمله مرغان دریایی و لاک‌پشت می‌پردازند. آن‌ها همچنین از سوار شدن بر موج‌ها لذت می‌برند و در کنار موج‌های پدید آمده توسط کشتی‌ها بازی می‌کنند یا به بازی با شناگران مشغول می‌شوند. دلفین‌های در اسارت گاه در مجموعه‌ای از رفتارهای بازی گونهٔ پیچیده از جمله تولید با مهارت حلقه‌های حباب درون آب دیده شده‌اند.

### خواب

حرکت دم برای بالاتر نگه داشتن سوراخ تنفسی از سطح آب در هنگام خواب

الگوی خواب و بیدارشدن در دلفین‌ها بسیار با انسان‌ها و بیشتر دیگر پستاندارانی که روی خشکی زندگی می‌کنند فرق دارد و چنین الگویی نیاز به پردازش بیشتری از سوی مغز آن‌ها دارد. در حالت کلی، دلفین‌ها در هنگام خواب دارای یک نیمکره مغزی با فعالیت کم و آرام هستند که به آن‌ها هوشیاری کافی برای تنفس و مراقبت در برابر مهاجمان و دیگر خطرهای احتمالی را می‌دهد. در این هنگام نیمی از مغز استراحت می‌کند و نیمه دیگر بیدار باقی می‌ماند. نشانه‌های مراحل آغازین خواب می‌توانند به گونه هم‌زمان در هر دو نیمکره مغزی پدیدار شوند. از آنجا که دلفینی که به صورت کامل به خواب برود، غرق می‌شود، این جانوران بر خلاف انسان‌ها به تک تک نفس‌هایشان کنترل کامل دارند.
دلفین‌های در اسارت خواب کاملی را تجربه می‌کنند که در آن هر دو چشم بسته می‌شوند و واکنشی در برابر نیروی کم و آهستهٔ خارجی نشان نمی‌دهند. در این هنگام تنفس به گونه خودکار انجام می‌پذیرد و یک واکنش عصبی ناخودآگاه از سوی دم باعث می‌شود تا سوراخ تنفسی در بالای آب قرار گیرد. دلفین‌هایی نیز که در پژوهش‌ها به حالت بیهوشی برده می‌شوند این رفلکس دم را نشان می‌دهند.
با آنکه چنین واکنشی در نهنگ عنبر نیز دیده شده است مشخص نیست که آیا دلفین‌های آزاد چنین وضعیتی را تجربه می‌کنند یا نه. دلفین رودخانه سند دارای روش خوابی دگرگون با دیگر دلفین‌ها است. این جانور از آنجا که در محیطی با جریان‌های قوی آبی زندگی می‌کند که نیروی ناشی از آن‌ها می‌تواند خطرساز باشد، باید همواره در حال شنا باشد تا آسیبی نبیند. از این رو این دلفین در فاصله‌های زمانی کوتاه که از ۴ تا ۶۰ ثانیه طول می‌کشند چرت می‌زند.

## آسیب‌شناسی و عوامل مرگ
به جز خطر انسان‌ها و فعالیت‌هایشان، دلفین‌ها به گونه طبیعی دشمنان کمی دارند. بعضی نژادهای دلفین هیچ دشمن طبیعی ندارند و این باعث می‌شود که درنده بالاسر باشند. گونه‌های کوچکتر دلفین، و به ویژه فرزندانشان، توسط مهاجمانی چون گاوکوسه، کوسه ببری و کوسه بزرگ سفید شکار می‌شوند. با وجود کمیاب بودن این پدیده، بعضی گونه‌های بزرگتر دلفین‌ها از جمله نهنگ قاتل دست به شکار دیگر نژادهای دلفین می‌زنند. دلفین‌های سربی برای رد گم کردن و فرار از دست نهنگ‌های قاتل به درون خلیج‌های کم‌عمق می‌روند.
تعدادی از انگل‌ها و ویروس‌های موجود در آب می‌توانند زندگی دلفین‌ها را در خطر بیندازند. این جانوران به دلیل طبیعت اجتماعیشان در معرض بیماری‌های واگیردار هستند. برای نمونه، نوعی موربیلی ویروس باعث کشته شدن چندین دلفین نواری در میان سال‌های ۱۹۹۲–۱۹۹۰ در دریای مدیترانه شد. بسیاری از مواردی که در آن مرگ‌های دسته‌جمعی برای دلفین‌های اقیانوسی پدید آمده‌اند به دلیل فراگیر شدن بیماری واگیردار مربوط به این ویروس بوده است.
پدیده‌های طبیعی نیز می‌توانند باعث مرگ دسته‌جمعی دلفین‌ها شوند. برای نمونه، پدیده ال‌نینو در ۱۹۹۸–۱۹۹۷ باعث کم شدن غذای طبیعی چندین گونه دلفین در پرو و مرگ آن‌ها در پی گرسنگی شد.

### تهدید از سوی انسان‌ها

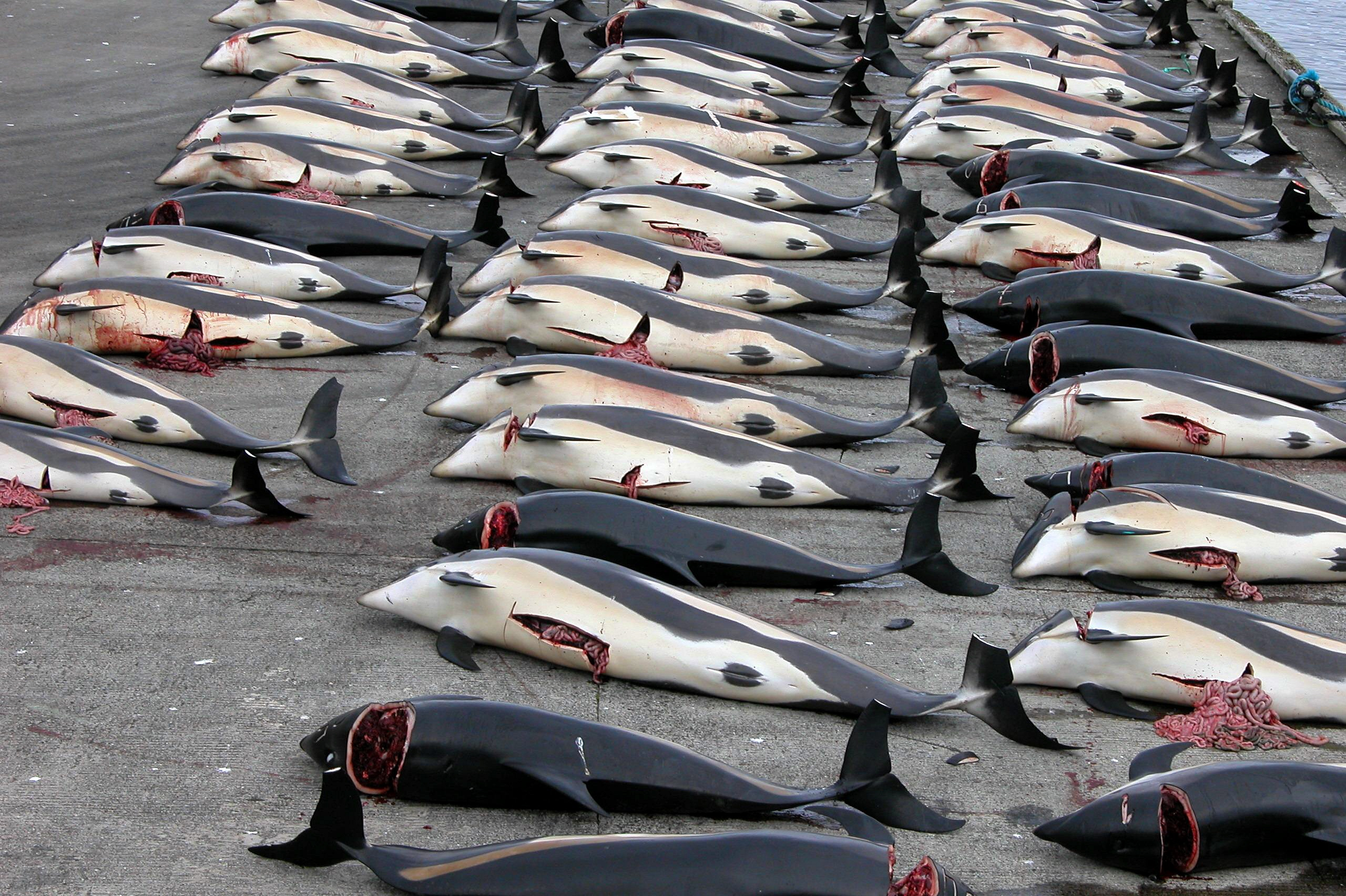
اجساد دلفین‌های شکار شده توسط ساکنان جزایر فارو، دانمارک

به دلیل فعالیت‌های روزافزون انسان‌ها، همهٔ دلفین‌های رودخانه‌ای از جمله دلفین رودخانه آمازون، دلفین رود گنگ، و دلفین رودخانه یانگ تسه در خطر انقراض هستند. یک بررسی در سال ۲۰۰۶ میلادی نشان می‌دهد که دلفین رودخانه یانگ تسه در چین در عمل منقرض شده است. به دلیل آنکه کشاورزی مهم‌ترین پایه اقتصاد پاکستان است، تصور می‌شود که به دلیل برداشت بسیار از آب رودخانه سند، دلفین این رودخانه نیمی از گستره پراکندگی تاریخی خود را از دست داده باشد. به دلیل شدت سدسازی بر روی رودخانه‌ها، آلودگی بیشتر رودخانه‌هایی که انسان در کنارشان کار و زندگی می‌کند، و دسترسی آسان‌تر مردم ساکن در کنار رودها به دلفین‌های ساکن در آن‌ها، دلفین‌های رودخانه‌ای از جمله در معرض‌خطرترین پستانداران دریایی جهان هستند و بسیاری از آن‌ها با خطر انقراض حتمی روبرو هستند.
از لحاظ تاریخی، در بعضی مناطق جهان از جمله تایجی در ژاپن و جزایر فارو دلفین‌ها به منظور خوراک شکار شده و می‌شوند. رسم شکار دلفین‌های پهلوسفید اطلس سده هاست که در جزایر فارو جریان دارد.

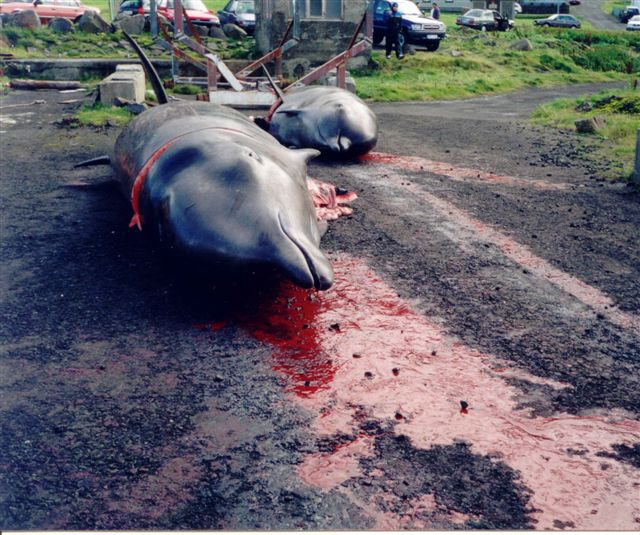
نهنگ خلبان کشته شده در جزایر فارو

در هند و بنگلادش، از روغن به دست آمده از دلفین‌های رودخانه‌ای برای جذب ماهیان و به تله انداختنشان بهره می‌گیرند. در پرو، دلفین‌های سربی به دلیل مصرف گوشتشان توسط مردم شکار می‌شوند. آن‌ها اغلب یا به صورت تصادفی به همراه دیگر جانورانی چون کوسه‌ها و سفره‌ماهی در تور می‌افتند یا ماهیگیران به قصد برایشان تور پهن می‌کنند. گاه ماهیگیران به قصد دلفین‌ها را می‌کشند تا آن‌ها را به عنوان رقیبانی در شکار ماهیان، از چرخه به در برند. در این هنگام، دلفین نه برای گوشتش که برای افزایش شکار ماهی توسط انسان‌ها کشته می‌شود.
آفت‌کش‌ها، فلزات سنگین، پلاستیک‌ها و دیگر آلاینده‌های شیمیایی و کشاورزی که در طبیعت به سادگی و با سرعت از میان نمی‌روند می‌توانند در بدن شکارگرانی چون دلفین‌ها انباشته شوند. در حوضه رودخانه گنگ سالانه ۲٬۵۰۰ تن مواد حشره‌کش و ۱٫۲ میلیون تن مواد تشکیل‌دهنده کود شیمیایی رها می‌شود. دلفین‌ها نه تنها در آب آلوده شنا می‌کنند، که انباشت ماهی‌های آلوده به مواد شیمیایی در بدنشان باعث مسمومیت و مرگشان می‌شود.
روش‌های صنعتی ماهیگیری که در آن‌ها تورهای عظیم بستر دریا را جارو می‌کنند نیز می‌توانند باعث گیر افتادن ناخواستهٔ دلفین‌ها شوند. این تورها هر سال جان بسیاری از دلفین‌هایی را می‌گیرند که یا در حال شنا به دام آن‌ها افتاده یا در هنگام دزدیدن ماهی از این تورها ناخواسته گیرشان افتاده باشند. آن‌ها همچنین قربانی تورهای فلزی محافظت‌کننده از کشتزارهای دریایی ماهی می‌شوند.
صداهای بلند زیر آب از جمله صداهای تولیدی توسط سونار زیر دریایی‌ها، صدای پرتاب‌های آزمایشی موشک و بعضی فعالیت‌های ساختمانی در کرانه‌ها مانند توربین مزارع بادی می‌توانند برای دلفین‌ها خطرناک باشند و باعث افزایش اضطراب، آسیب به شنوایی و بیماری ناشی از کاهش ناگهانی فشار شوند که آخری به دلیل تلاش آن‌ها برای نفس‌گیری سریع و بازگشت به درون آب به منظور فرار از سر و صدای بیرون پدید می‌آید.
از دیگر خطرهای تهدیدکننده دلفین‌ها برخورد آن‌ها با پره پیش‌رانشی کشتی‌ها و زیردریایی‌هاست که باعث کشته شدنشان می‌شود. با افزایش رفت‌وآمد دریایی، تعداد قربانیان این حوادث به ویژه در میان فرزندان این جانوران رو به افزایش گذاشته است.

## پراکندگی
دلفین‌ها در همه آب‌های آزاد جهان و اقیانوس‌ها یافت می‌شوند. بیشتر آن‌ها در آب‌های گرم زندگی می‌کنند ولی مکان زندگی بسیاری از گروه‌های نهنگ‌های قاتل آب‌های سرد و قطبی شمالگان و جنوبگان است. گونه‌هایی از دلفین رودخانه‌ای نیز در چند رودخانه در جهان از جمله آمازون و سند یافت می‌شوند. آن‌ها تقریباً در هر نوع زیستگاه دریایی – از کرانه‌های کم‌عمق تا مناطق لجهای ژرف در اقیانوس‌ها – بر روی زمین یافت می‌شوند.

## رابطه با انسان‌ها

### در فرهنگ

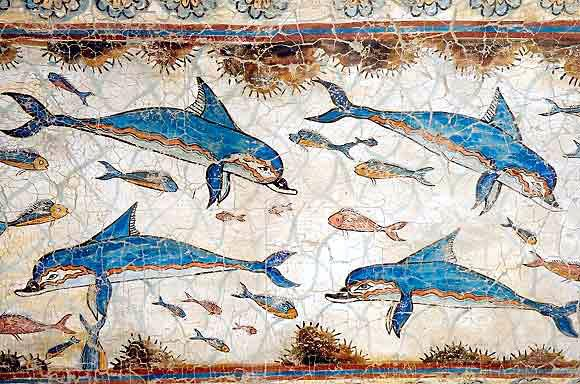
فرسکویی از دلفین‌ها مربوط به ۱۶۰۰ سال پیش از میلاد مسیح در کرت

دلفین‌ها از دیرباز در افسانه‌ها و فرهنگ ملت‌های گوناگون نقش داشته‌اند. فرهنگ‌ها و تمدن‌های گوناگون از این جانوران در افسانه‌ها و فولکلور سخن گفته‌اند. نقش‌های بر سنگ مربوط به ۹ هزار سال پیش این جانوران را به تصویر کشیده‌اند. مینوسی‌ها در ۳۵۰۰ سال پیش از میلاد مسیح در جزیره کرت دلفین‌های دریای مدیترانه را نقاشی می‌کردند. حکایت میمون و دلفین از ازوپ در سده ۷ پ.م. نگاشته شده است. آن‌ها به کرات در سکه‌های یافت شده از دوران یونان باستان در حالتی دیده می‌شوند که یک پسر، مرد یا خدایگان بر پشتشان سوار است. ارسطو و دیگر اندیشمندان یونانی نیز از آن‌ها به عنوان جانورانی بسیار هوشمند یاد کرده‌اند.
در یونان باستان دیده شدن پرش دلفین‌ها از روی امواج تولید شده توسط کشتی‌ها به فال نیک گرفته می‌شد. آن‌ها راهبران ارابه آفرودیته بودند. در یک افسانه یونانی، دلفین‌ها به صورت کسانی به تصویر کشیده شده‌اند که در ابتدا انسان بودند، ولی بعدها توسط دیونیسوس به دلفین تبدیل شدند. در اسطوره‌های هندو، دلفین رودخانه گنگ با گانگا، ایزدبانوی رود گنگ، در ارتباط است. او گاه سوار بر مرکبی که یک دلفین آن را می‌کشد به رفت‌وآمد می‌پردازد.
مردمان مائوری در نیوزیلند، بومیان استرالیا، قبایل بومی ساکن حوضه آمازون، و سرخ‌پوستان ساکن کرانه‌های شمال‌غربی اقیانوس آرام به این جانوران در هنر خود اشاره کرده‌اند.
در فرهنگ ایرانیان دلفین بستگی نزدیکی با آیین مهر دارد چنان‌که در بسیاری از آثار برجا مانده از این آیین، مهر در دوران کودکی و در کنار مادرش ناهید یا به تنهایی سوار بر دلفین دیده می‌شود. دلفین در این آیین به همراه مروارید و صدفش و گل نیلوفر از جمله سه نماد اصلی مهرپرستی بوده است. در نقش نوعی از فرش‌های زیبای ایرانی با نام «ماهی در هم» یا «هراتی» نیز می‌توان ردی از دلفین و پیوند آن با دیگر نمادهای آیین مهر همچون را یافت.

### در رسانه‌ها
هوش دلفین‌ها و توانایی ارتباطشان با انسان‌ها بارها توسط رسانه‌های همگانی از جمله تلویزیون و سینما مورد توجه قرار گرفته است. در میان مردمان کشورهای انگلیسی‌زبان، فیلم فلیپر از شهرت بالایی برخوردار است. در این فیلم، دلفینی زخمی به نام «فلیپر» در فلوریدا توسط پسری نوجوان و خانواده‌اش درمان می‌شود و از آن پس رابطهٔ دوستی میان دلفین و خانواده ماهیگیر پسر منجر به کمک فلیپر به آن‌ها در یافتن ماهی‌های اقیانوس می‌شود. موفقیت و محبوبیت این فیلم باعث شد که سریال‌های تلویزیونی و فیلم‌های دیگری بر پایه شخصیت فلیپر ساخته شوند.
محبوبیت فلیپر، که دلفینی پوزه‌بطری بود، اما باعث نشد که نهنگ‌های قاتل همان جایگاه را در میان مردم مغرب‌زمین به دست آورند. در فیلم ترسناک ارکا ساختهٔ ۱۹۷۷، نهنگی قاتل به تصویر کشیده می‌شود که به دنبال گرفتن انتقام از ماهیگیری است که جفتش را به همراه بچه در شکمش به قتل رسانده است. در فیلم محبوب ویلی آزاد اثر ۱۹۹۳ اما، تلاش پسربچه‌ای برای آزاد کردن نهنگ قاتلی به نام کِیکو که در پارکی آبی نگهداری می‌شود، به تصویر کشیده شده است.
در دنیای موسیقی نیز دلفین‌ها موضوع آثار چندین موسیقی‌دان بوده‌اند؛ در ترانه‌های کهن از جان دنور، کودکی در حال انتقال پیام صلح و دوستی از سوی یک دلفین است. در دیگر ترانه‌ها و آثار هنری نیز، دلفین‌ها به صورت روان‌هایی پر از عشق و محبت به تصویر کشیده شده‌اند که از سوی جهان جانوران با انسان ارتباط برقرار می‌کنند.
در کل، رویکرد رسانه‌های همگانی نسبت به دلفین‌ها در چند مورد گنجانده می‌شود:
1. دلفین به شکل همراه انسان با هوشی برابر با او، یا دست‌کم، داشتن امکان ارتباط با انسان به تصویر کشیده شده است.
2. دلفین به عنوان نمادی از رابطهٔ احساسی و آزادی ایده‌آل در طبیعت.
3. دلفین به عنوان جانوری ترسو و مظلوم که زیر ستم قرار گرفته و نیاز به کمک آدمی دارد.
4. جانوری بالاتر و باهوش‌تر از انسان که دارای توانایی‌ها و هوشی فراتر از آدمی است.

### بهره‌گیری از دلفین

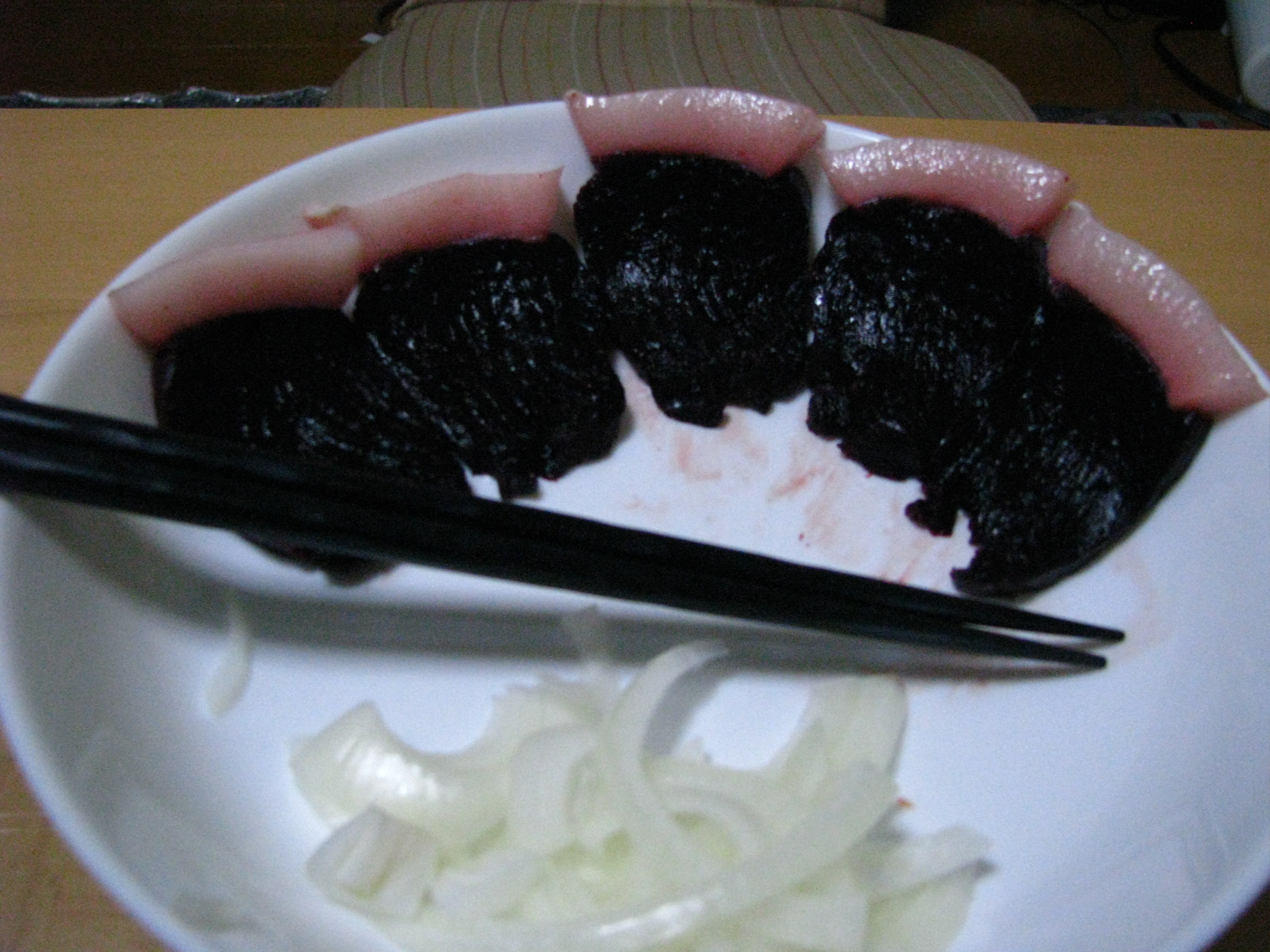
ساشیمی تهیه شده از گوشت دلفین

دلفین‌ها از گذشته تاکنون توسط انسان‌ها برای منظورهای گسترده به کار گرفته می‌شدند. کمک به انسان‌ها در شکار ماهی از جمله قدیمی‌ترین نمونه‌های همکاری میان انسان‌ها و دلفین بوده است.
آن‌ها اما گاه توسط انسان کشته می‌شوند تا از گوشتشان برای تغذیه استفاده شود. گوشت دلفین در ژاپن و پرو هواداران خود را دارد. در ژاپن، گوشت دلفین به عنوان گوشت نهنگ به فروش می‌رسد. این گوشت با میسو، هویج، و کون‌نیاکو پخته می‌شود و استیک آن با سس سویا نیز طرفداران خود را دارد. از آنجا که دلفین‌ها در بالای هرم غذایی هستند، میزان جیوه بدنشان بسیار بالا است و خوردن گوشتشان توسط انسان می‌تواند آن میزان جیوه را به آدمی منتقل کند. دانش‌مندان بر این باورند که گوشت دلفین در صورت مصرف شدن توسط مادران باردار می‌تواند خطرآفرین باشد.
کمک گرفتن از دلفین‌ها در روان‌درمانی و کمک به بیماران کم توان جسمی نیز در سال‌های گذشته رونق چشم‌گیری داشته است. پژوهشی در سال ۲۰۰۵ میلادی نشان می‌دهد که دلفین‌ها دستیاران مناسبی برای پزشکان در درمان افسردگی‌های ملایم تا پیشرفته هستند. با این حال نتایج این بررسی از جهاتی چند زیر انتقاد رفت؛ از جمله آنکه مشخص نشد که آیا دلفین‌ها در کمک‌رسانی به بیماران روحی موفق‌تر از جانوران خانگی مانند سگ و گربه هستند یا نه. بررسی‌های بیشتر از سوی دیگر دانشمندان در این باره نشان داد که در انجام آزمایش نامبرده خطاهای روشی مهمی به وقوع پیوسته بودند و نمی‌توان «درمان با کمک دلفین‌ها» را درمانی قانونی با توانایی درمانی بیشتر از بهبود خلق و خوی زودگذر در نظر گرفت. به دلیل تأثیرات اندک درمانی، هزینه‌های بالای این روش، و زیر فشار گذاشته شدن دلفین‌ها برای بازی و جابجا کردن بیماران در آب عده‌ای از پژوهشگران بر این باورند که درمان با کمک دلفین تنها نوعی بازی «باخت-باخت» برای جانور و بیمار است.

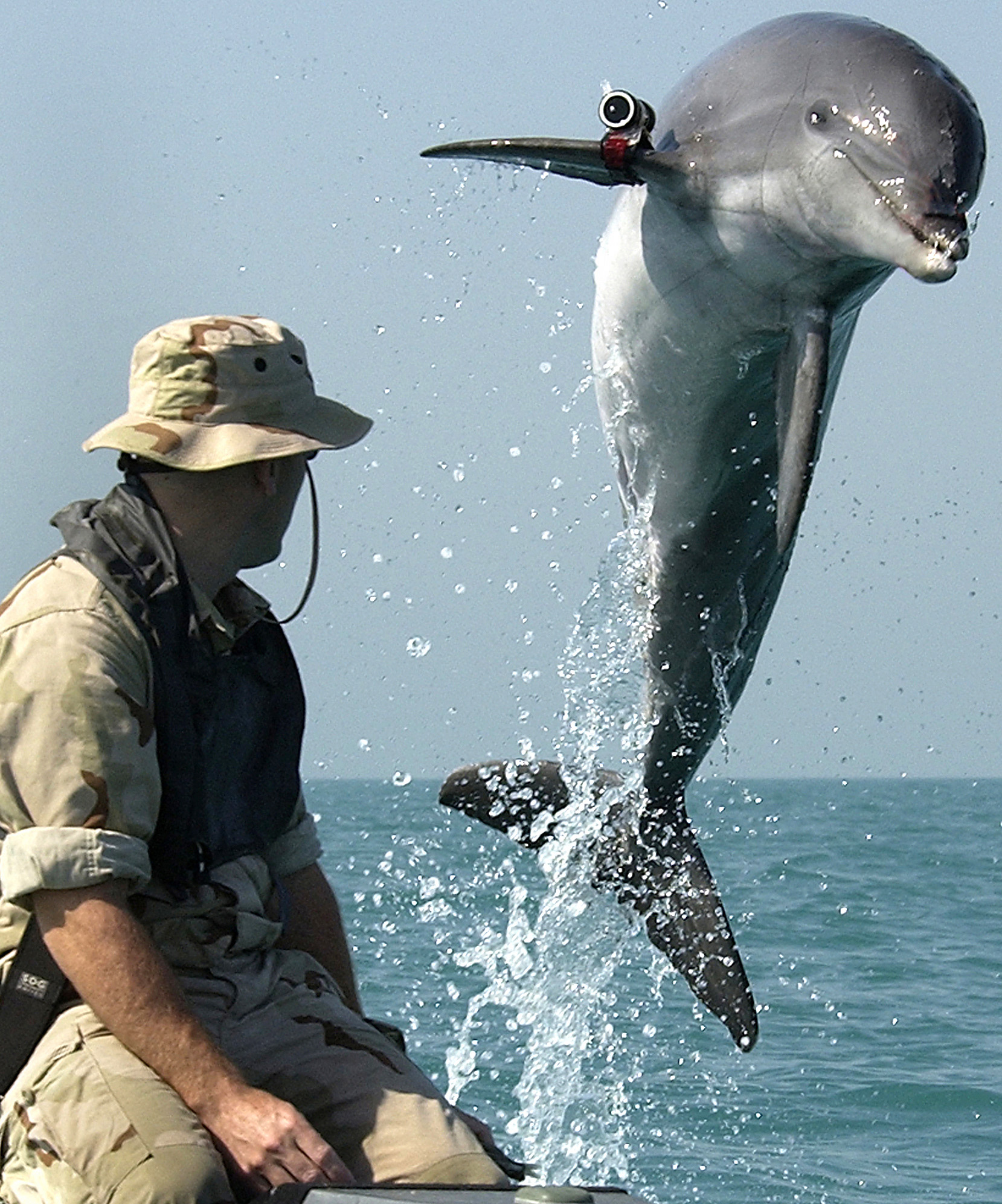
دلفین با جهت‌یاب (دلفین نظامی) در حال آموزش

تعدادی از ارگان‌های نظامی دلفین‌ها را برای اهداف گوناگون از جمله یافتن معدنچیان و نجات آنان یا انسان‌های مدفون‌شده و در دام‌افتاده، به کار می‌گیرند. بسیاری از ارتش‌های جهان نیز از دلفین‌ها برای منظورهای گوناگون از جمله نجات جان انسان‌های گمشده یا در معرض خطر و کشف مین‌های دریایی بهره گرفته‌اند. در طی جنگ ویتنام گزارش‌هایی دربارهٔ بهره‌گیری ارتش آمریکا از دلفین‌های آموزش داده شده برای کشتن غواصان ویتنامی جنجال بر پا کرد. نیروی دریایی آمریکا در آن هنگام هر گونه آموزش دلفین‌ها برای نبرد را رد کرد. با این حال امروزه این جانوران برای هدف‌های گوناگون توسط ارتش آمریکا آموزش داده می‌شوند. گمان بر این است که ارتش شوروی برنامه آموزش پستانداران دریایی خود را در دهه ۱۹۹۰ تعطیل کرد. در سال ۲۰۰۰ خبرگزاری‌ها خبر از فروش دلفین‌های آموزش داده شده شوروی به منظور قتل به ایران دادند.

## یادداشت
1. ↑  برابرنهاده فرهنگستان زبان فارسی برای Delphinidae
2. ↑  DNA-DNA Hybridization
3. ↑  بیشینه سرعت بسیاری از نهنگ‌ها بالاتر از ۲۰ متر بر ثانیه است. در مورد نهنگ قطبی، این سرعت به ۸۰ متر بر ثانیه می‌رسد.
4. ↑  این محدوده برای انسان ۲۰ هرتز تا ۲۰ کیلوهرتز است.
5. ↑  Short-Term Memory
6. ↑  Long-Term Memory
7. ↑  Brain Weight/Body Weight
8. ↑  در انسان این میزان ۲٫۳۴۴ درصد است.
9. ↑  Animal Language Research
10. ↑  peak-to-peak
11. ↑  تعریف بازی در میان جانوران هر رفتاری است که در راستای ارضای گرسنگی، سفر، یا دیگر ملزومات زیستی نباشد.
12. ↑  Dolphin-assisted Therapy DAT